# Salbutamol
Salbutamol är en kortverkande beta-2-stimulerare som förekommer i bland annat följande läkemedel mot astma: Buventol, Ventoline och Ventilastin. Salbutamol ger effekt redan inom 5 minuter och effektens varaktighet är mellan 4 och 6 timmar hos de flesta patienter.
Salbutamol kan tack vare sin snabba verkan användas i samband med astmaanfall, samt är en nyckelingrediens i flera läkemedel för akut behandling av KOL och kronisk bronkit. Läkemedlet verkar vid ett astmaanfall genom att selektivt stimulera β2-adrenerga receptorer i bronkmuskeln, och slappnar omgående av luftrören när läkemedlet andas in. Bronkerna, som är inflammerade på grund av astman, kan då vidgas och det blir lättare för astmapatienten att andas.
Eftersom Salbutamol härmar effekten av stresshormoner i nervsystemet kan det ge upphov till biverkningar såsom hjärtklappning m.fl. Biverkningarna brukar dock avta efter en tids användning av läkemedlet.
Salbutamol är tillsammans med formoterol och salmeterol en av de astmamediciner som idrottsutövare inte behöver dispens från Riksidrottsförbundet för att använda i samband med idrott. Inhalationsläkemedel där de två aktiva ingredienserna är kortison och salbutamol, formoterol eller salmeterol, såsom Symbicort, kräver inte heller dispens.